# Романский стиль Ричардсона

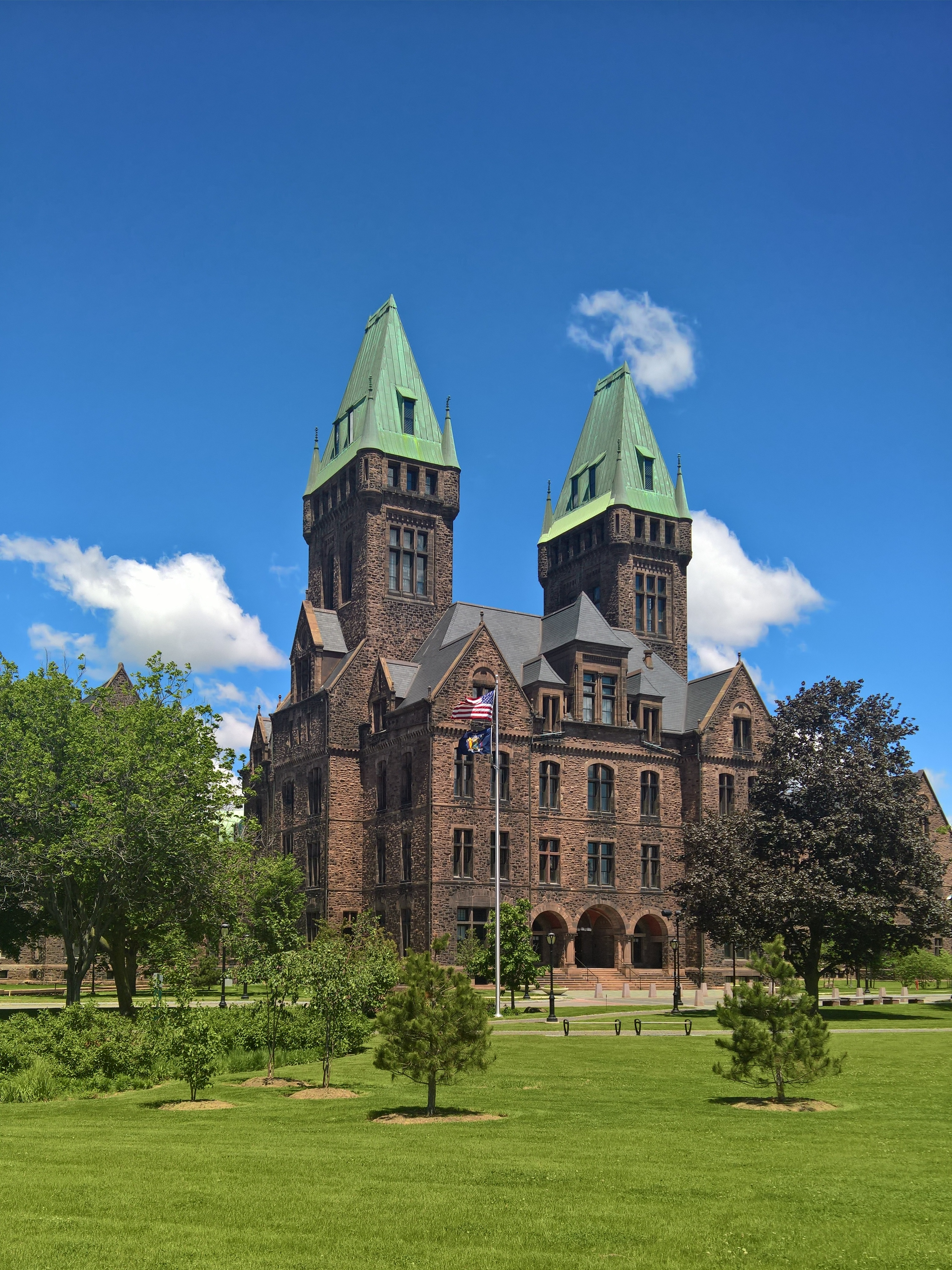
Комплекс Ричардсона-Олмстеда

Романский стиль Ричардсона, или Ричардсонский романский, или Ричардсонианский романский (англ. Richardsonian Romanesque) — архитектурный стиль, разновидность неороманского стиля. Назван в честь создавшего и популяризировавшего его американского архитектора Генри Гобсона Ричардсона (1838—1886), чьим шедевром считается церковь Троицы в Бостоне. В Англии этот стиль именовали Романским возрождением. Индивидуальный стиль Ричардсона сформировался к 1870 году со строительством здания психиатрической больницы в Буффало — Комплекса Ричардсона-Олмстеда. Самая знаменитая и характерная постройка Ричардсона — Оптовый магазин Маршалла Филда в Чикаго (1885—1887, здание снесено в 1931 году). Ричардсон придавал большое значение рациональности композиции, простоте и функциональности зданий. Постройки Ричардсона в Чикаго, городе, который в то время испытывал бурный рост, стали важным вкладом в формирование чикагской школы архитектуры, они отличаются массивностью, выразительной мощью кирпичной кладки; стены из грубо отёсанного камня сочетаются с аркадами, мощными карнизами и арочными окнами. Ричардсон строил также загородные дома в «гонтовом стиле», он считается одним из создателей этого стиля в США, и на этом основании творчество Ричардсона также относят к риджионализму.
Для неороманского стиля характерны:
- массивность, строгость и простота композиции;
- облицовка стен рустованым камнем;
- использование арочных порталов;
- контрасты цвета и фактур;
- включение в композицию здания башен неороманского стиля.

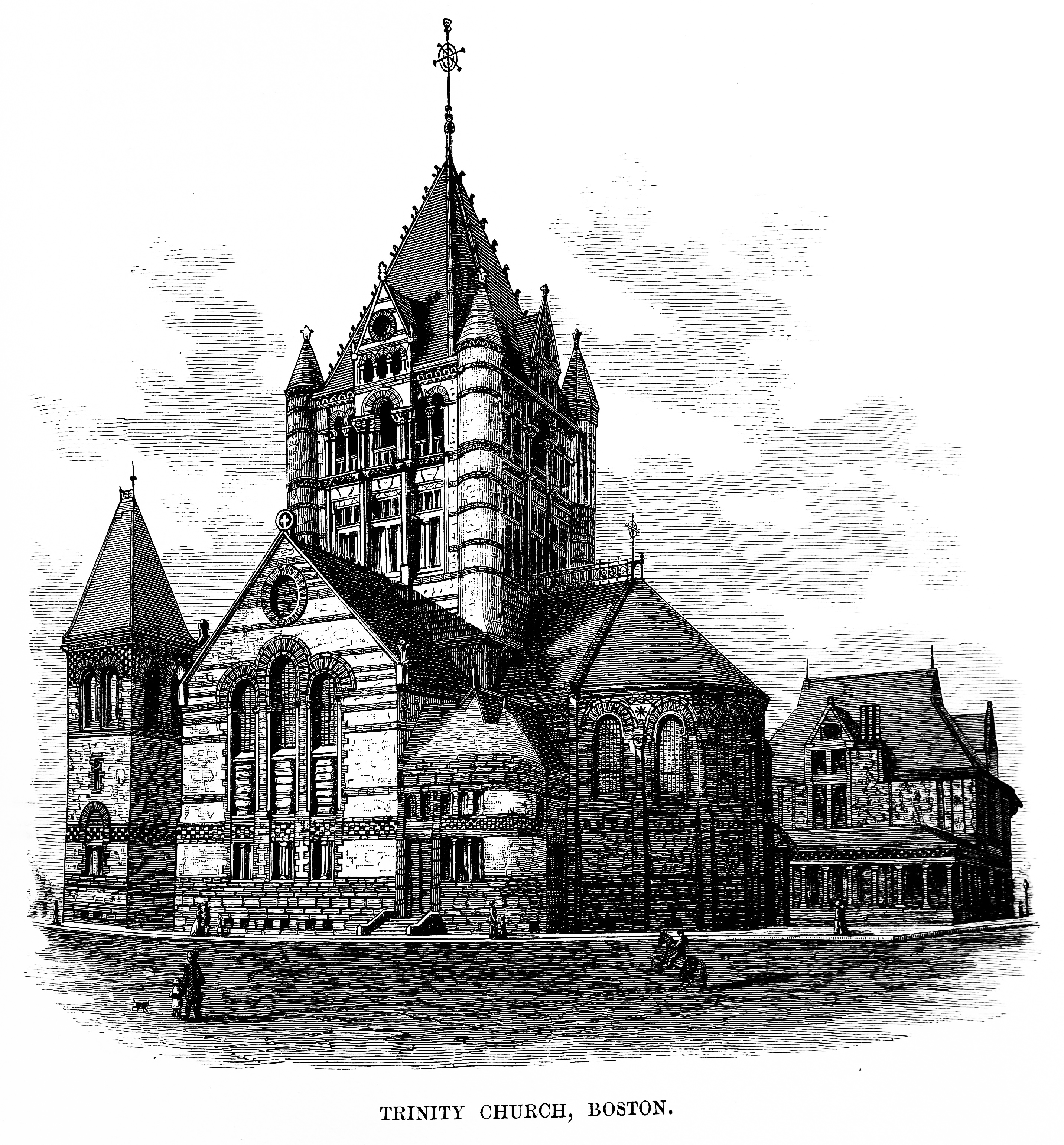
Церковь Троицы, гравюра 1885 года
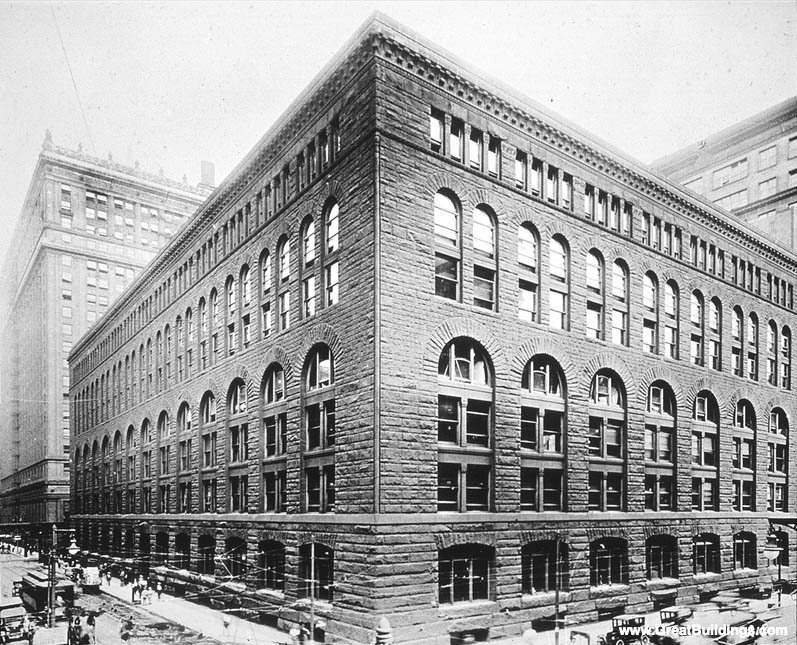
Оптовый магазин Маршалла Филда в Чикаго[англ.]
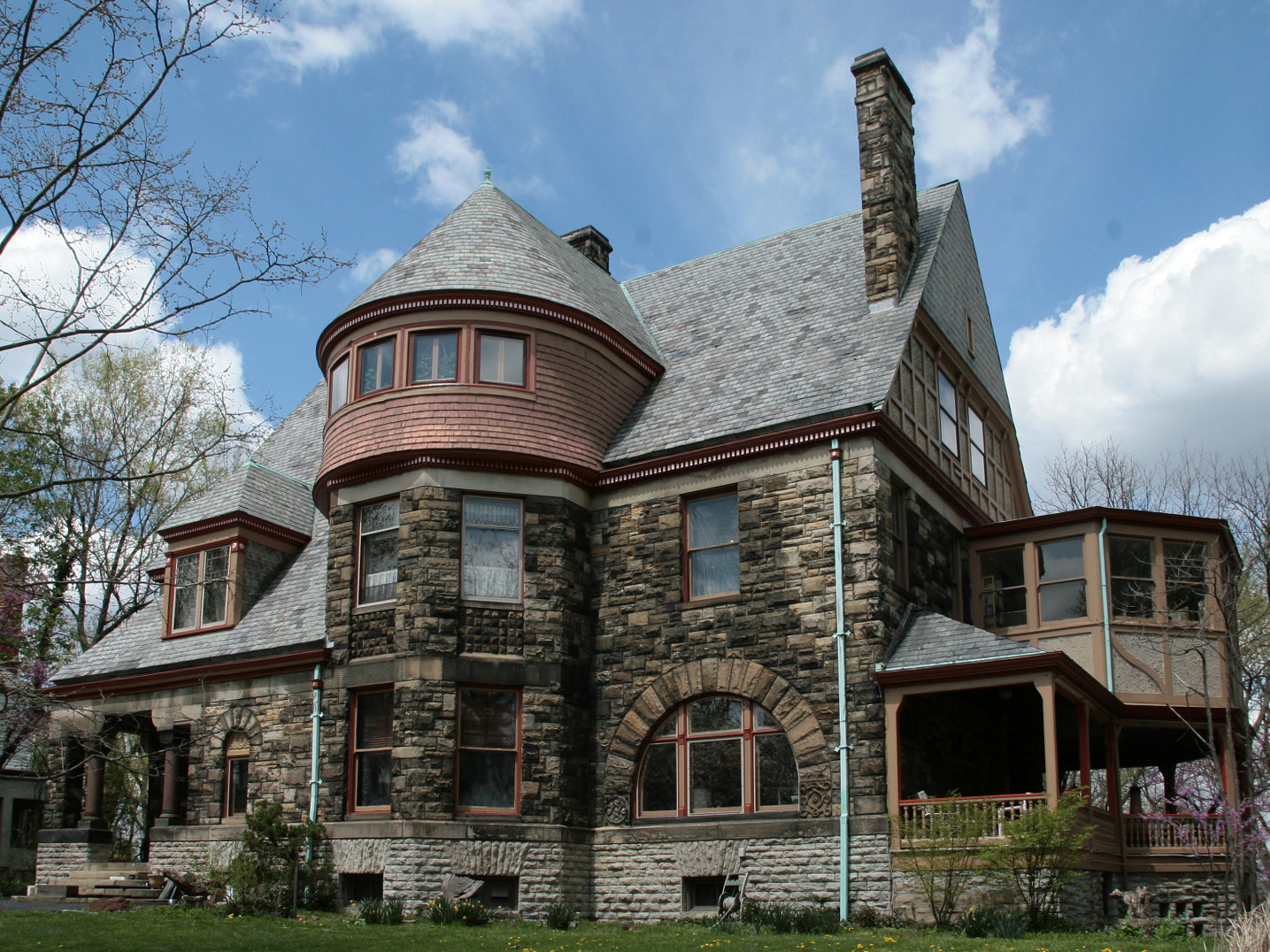
Дом Джона Ури Ллойда, неподалёку от университета Цинциннати, архитектора Джеймса Маклафлина[англ.]
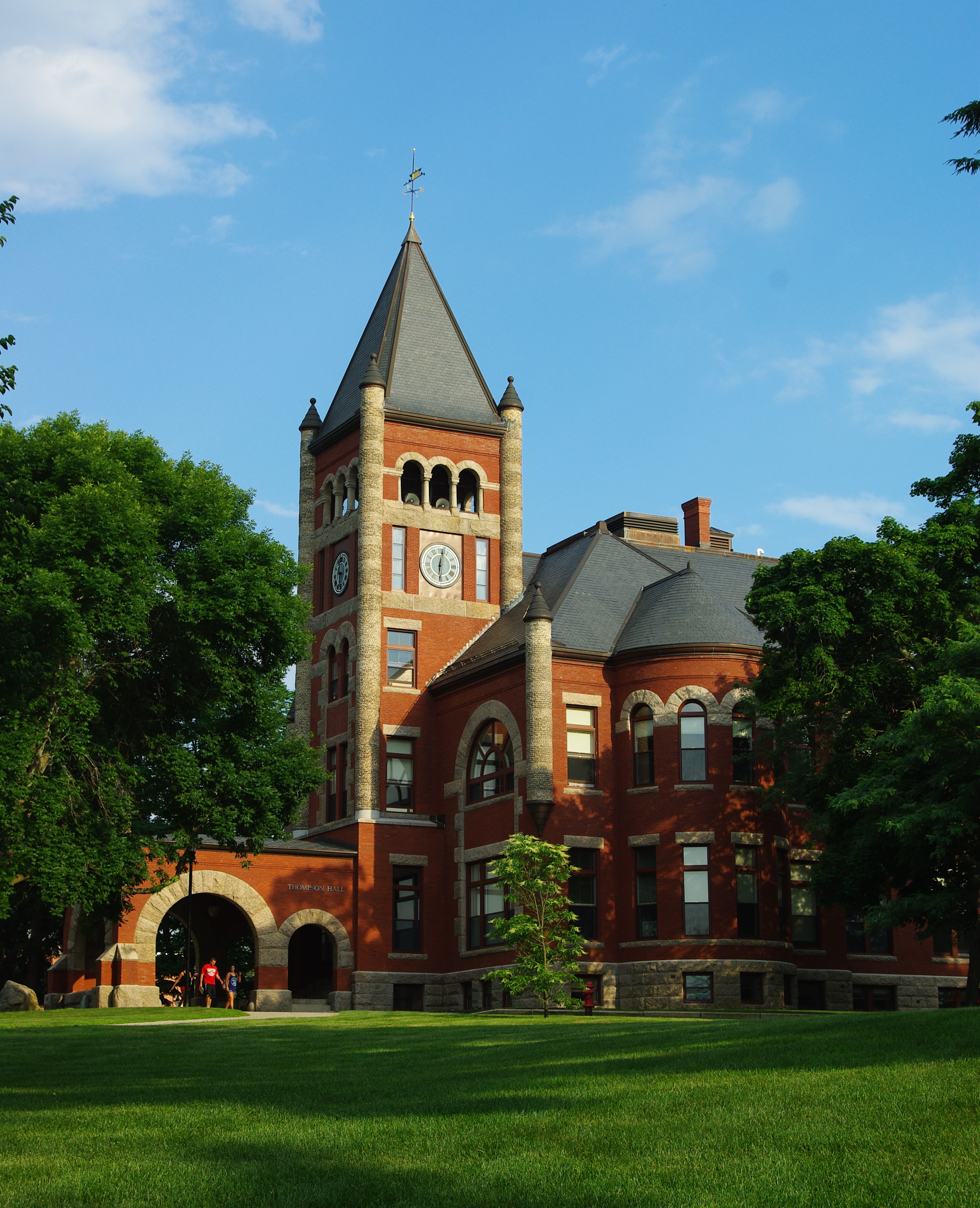
Томпсон-Холл[англ.], кампус университета Нью-Гэмпшира